# Dede Oetomo
Dede Oetomo (né en 1953 à Pasuruan) est un militant pour les droits LGBT en Indonésie et un expert sur les questions du genre.

## Biographie
Il a fréquenté une école catholique et a appris l'anglais.
Grâce à une bourse de la fondation Ford, il a pu étudier la linguistique à l'université Cornell à Ithaca. Le Social Science Research Council lui a octroyé une bourse pour faire sa thèse dans les années 1980. 
Il s'est ensuite orienté vers les études de genre et la prévention du sida en Indonésie. Il a enseigné les sciences politiques à l'université Airlangga à Surabaya, et y donne depuis des cours sur le genre et la sexualité. Il a été membre du conseil représentatif de l'Asia-Pacific Council of AIDS Service Organisations.

## Associations
Il a d'abord créé l'association LGBT Lambda Indonesia en 1982.
En 1987, il crée l'association GAYa NUSANTARA.